# Ringtrambus
Pour les articles homonymes, voir Trambus.

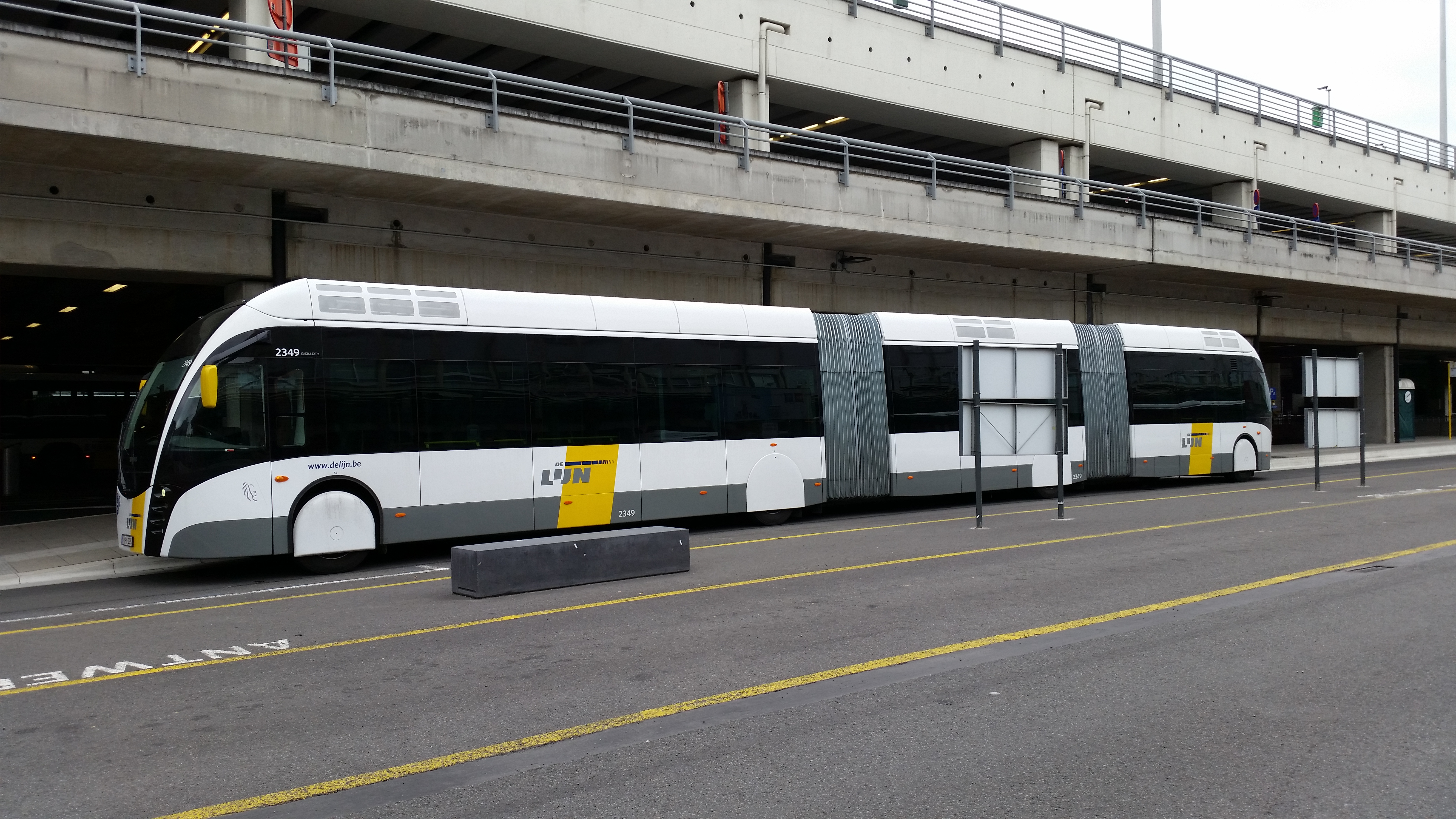
Trambus à l’aéroport de Zaventem.

Le Ringtrambus est une ligne de bus à haut niveau de service, de la société publique flamande De Lijn. Depuis le dimanche 28 juin 2020, le Ringtrambus circule sur la ligne 820 entre l'aéroport de Zaventem et l'hôpital de Jette, en passant par l'avenue Saint-Anne. La flotte de De Lijn compte 14 autobus à plancher bas ExquiCity hybride et diesel, double articulé pour le transport urbain du constructeur Van Hool,,.